# Otlophorus lanceolatus
Otlophorus lanceolatus là một loài tò vò trong họ Ichneumonidae.